# Fluorrewitzerita
La fluorrewitzerita és un mineral de la classe dels fosfats que pertany al grup de la paulkerrita.

## Característiques
La fluorrewitzerita és un fosfat de fórmula química [(H₂O)K]Mn₂(Al₂Ti)(PO₄)₄(OF)(H₂O)₁₀·4H₂O. Va ser aprovada com a espècie vàlida per l'Associació Mineralògica Internacional en el mes de març de l'any 2024, i publicada uns mesos més tard. Cristal·litza en el sistema monoclínic. És l'anàleg amb fluor de la rewitzerita, una espècie descoberta un any abans.
Les mostres que van servir per a determinar l'espècie, el que es coneix com a material tipus, es troben conservades a la col·lecció de minerals estatal de Baviera, a Múnic (Alemanya), amb el número de registre MSM 80824, i al Museu d'Història Natural del Comtat de Los Angeles, amb el número de catàleg 76305.

## Formació i jaciments
Va ser descoberta a la pedrera de la mina Hagendorf South, concretament al 67 metres de fondària, situada a Oberpfalz, al nord-est de Baviera (Alemanya). Aquesta mina alemanya és l'únic indret de tot el planeta on ha estat descrita aquesta espècie mineral.